# 陆林 (精神病学与临床心理学家)
陆林（1966年9月—），安徽安庆人，精神病学与临床心理学家，中国科学院院士，现任山东第一医科大学（山东省医学科学院）校（院）长、北京大学第六医院院长。

## 生平简介
1989年，毕业于华北煤炭医学院（现华北理工大学）。1999年，在华西医科大学（现四川大学）获医学博士学位。1999年至2003年，先后在复旦大学医学院和美国国立卫生研究院（NIH）从事博士后研究。2003年至2005年，在美国国立卫生研究院做访问学者。2005年，任北京大学中国药物依赖性研究所所长。现任北京大学第六医院院长、中国疾病预防控制中心精神卫生中心主任、北京大学临床心理中心主任。
2017年11月，当选为中国科学院院士，为中国大陆精神卫生领域首位中科院院士。
2022年4月，被聘为山东第一医科大学（山东省医学科学院）校（院）长。

## 学术兼职
中国睡眠研究会睡眠与心理卫生专业委员会主任委员，中国毒理学会药物依赖性专业委员会主任委员，中国毒品滥用防治专家委员会主任委员，中华医学会精神医学分会副主任委员，中国医师协会精神科医师分会副会长，世界卫生组织（WHO）药物依赖性专家委员会委员，Drug Alcohol Depend和Am J Addict副主编。